# The Thieving Hand
The Thieving Hand er en amerikansk stumfilm fra 1908.